# Gerald Cranston's Lady
Gerald Cranston's Lady er en amerikansk stumfilm fra 1924 af Emmett J. Flynn.

## Medvirkende
- James Kirkwood som Gerald Cranston
- Alma Rubens som Hermione
- Walter McGrail som Gordon Ibbotsleigh
- J. Farrell MacDonald som Rennie
- Lucien Littlefield som Stanley Tilotson
- Spottiswoode Aitken som Ephraim Brewster
- Templar Saxe som Lord Rawley
- Richard Headrick som Arthur